# Langsdorfia
Langsdorfia é um gênero de insetos contendo mariposas, ou traças, neotropicais pertencentes à família Cossidae, contendo espécies de hábitos noturnos. Foi classificado por Jakob Hübner, em 1821, na obra Sammlung exotischer Schmetterlinge. Sua espécie-tipo é Langsdorfia franckii.

## Espécies
De acordo com o Global Biodiversity Information Facility.
- Langsdorfia adornata Dognin, 1889
- Langsdorfia albescens Ureta, 1957
- Langsdorfia andensis Felder, 1874
- Langsdorfia argentata Köhler, 1924
- Langsdorfia aroa Schaus, 1894
- Langsdorfia beatrix Schaus, 1921
- Langsdorfia bellaria Dognin, 1911
- Langsdorfia buckleyi Druce, 1901
- Langsdorfia coresa Schaus, 1901
- Langsdorfia dukinfieldi Schaus, 1894
- Langsdorfia forreri Druce, 1887
- Langsdorfia franckii Hübner, 1824
- Langsdorfia garleppi Staudinger
- Langsdorfia invetita Dognin, 1923
- Langsdorfia leucrocraspedontis Zukowsky, 1954
- Langsdorfia malina Dognin, 1891
- Langsdorfia marmorata Maasen, 1890
- Langsdorfia metana Dognin, 1910
- Langsdorfia minima Dognin, 1891
- Langsdorfia ornatus Butler, 1882
- Langsdorfia pallida Druce, 1911
- Langsdorfia penai Clench, 1957
- Langsdorfia polybia Schaus, 1892
- Langsdorfia rufescens Druce, 1901
- Langsdorfia sieglinda Schaus, 1934
- Langsdorfia tessellata E. D. Jones, 1912
- Langsdorfia xylodopoecila Zukowsky, 1954[1]